# Liberalisterne
Liberalisterne – Frihed og Velstand var et dansk liberalistisk politisk parti, der eksisterede fra 2005 til 2008, hvor det valgte i stedet at bakke op om Liberal Alliance. 
Partiet blev stiftet den 24. september 2005 i protest mod regeringspartiet Venstre, som ifølge Liberalisterne havde svigtet sine liberale kerneværdier og dermed også sine liberale vælgere. Partiets stifter og formand var Torben Mark Pedersen.
Ved kommunalvalget 2005 stillede partiet op i Greve Kommune, men blev ikke valgt ind. 
Liberalisterne havde lokalafdelinger i København, Århus, Odense og Viborg og havde ca. 250 medlemmer. Partiets ungdomsorganisation hed Liberalisternes Ungdom.
Partiet nåede ikke at indsamle nok underskrifter til at stille op til folketingsvalget i 2007, da de kun havde 5.000 ud af de krævede 20.000 underskrifter.
Partiet modtog Hal Koch-prisen i 2007.
28. august 2008 meddelte Liberalisterne i en pressemeddelse, at partiet, i forbindelse med omdøbningen af Ny Alliance til Liberal Alliance, ville nedlægge sig selv.

## Godkendelsen af partinavnet
Da Liberalisterne søgte om at blive opstillingsberettiget til Folketinget, gjorde Venstre indsigelse overfor Indenrigs- og Sundhedsministeriet, idet partiet fandt, at navnet Liberalisterne for let kunne forveksles med Venstres officielle navn, "Venstre – Danmarks Liberale Parti". Sagen blev overdraget til Justitsministeriet, da Indenrigs- og Sundhedsministeriet kunne vurderes at være inhabilt, idet dets minister er valgt for netop Venstre. Justitsministeriet afviste i september 2006 ansøgningen. Partiet klagede til ombudsmanden over den lange sagsbehandling og politianmeldte indenrigsminister Lars Løkke Rasmussen for magtmisbrug.
Sagen afsluttedes 31. januar 2007, da Indenrigs- og Sundhedsministeriet godkendte partinavnet Liberalisterne – Frihed og Velstand, som fremover ville optræde på stemmesedlerne. I daglig tale ville partiet dog blot bruge navnet Liberalisterne.

## Politik
Liberalisterne arbejdede overordnet for liberalistisk frihed for det enkelte menneske til at leve efter egne normer og idealer, så længe det ikke forhindrer andre i at gøre det samme. Partiet mente således, at frihed er et mål i sig selv. 
28. november 2005 fremlagde partiet sit første politiske udspil, på skatte- og velfærdsområdet. Kernen i forslaget var 70.000 kr. i bundfradrag og en flad skat på 38%, finansieret ved fastfrysning af det offentlige forbrug, inflationssikring af overførselsindkomsterne, stop for tilgang til efterlønnen og hævelse af pensionsalderen med 2 år. 